# Bahnhof Obersteeg

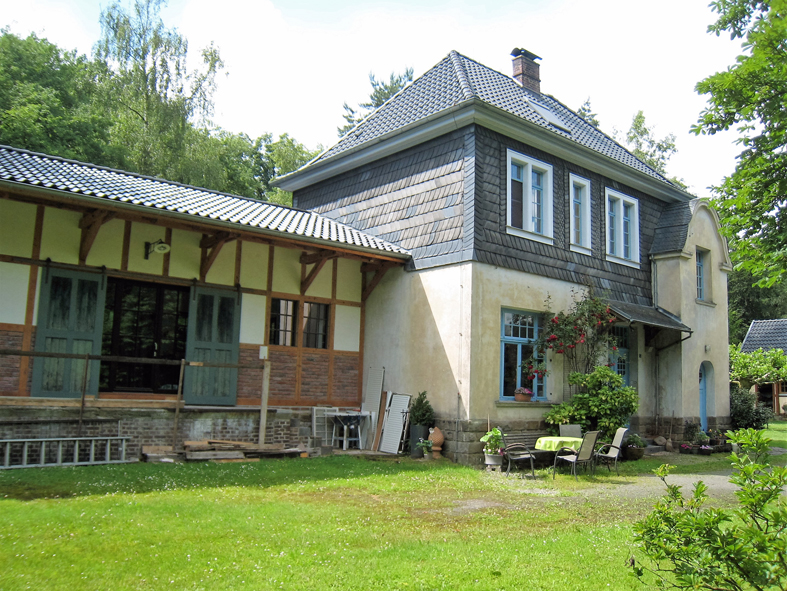
Ehemaliger Bahnhof Obersteeg 2016

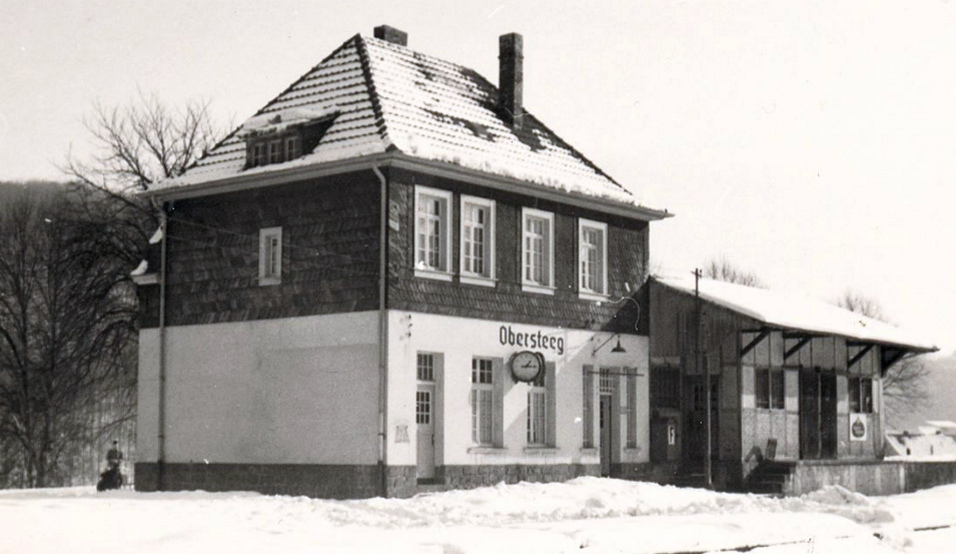
Ehemaliger Bahnhof Obersteeg 1969/70

Der Bahnhof Obersteeg lag am Fuß des nördlich von Obersteeg liegenden Berghangs. Der alte Ortskern von Obersteeg mit zum Teil noch erhaltenen Fachwerkhäusern lag wenige Meter weiter im Bereich der Sülz.

## Geschichte
Der Weiterbau der Bahnstrecke Köln-Mülheim–Lindlar auf der Teilstrecke Immekeppel–Lindlar ließ lange auf sich warten. Im Januar 1912 wurde zunächst der Streckenabschnitt Immekeppel–Hommerich fertig. Zuletzt eröffnete man im Dezember 1912 den Streckenabschnitt von Hommerich nach Lindlar. Das Ende kam 1960 für Personenzüge. Der Güterverkehr kam 1966 zum Erliegen. Im selben Jahr wurden die Gleise auf dem Streckenabschnitt demontiert.

### Der Bahnhof
Das Empfangsgebäude des Bahnhofs Obersteeg wurde von 1909 bis 1912 durch die Reichsbahndirektion Elberfeld erbaut. Der Bahnhof Obersteeg war damit Bestandteil der Teilstrecke Immekeppel–Lindlar. Der Bahnhof gehörte zur so genannten Bahnhofsklasse IV. Er hatte zwei Bahnsteige, eine Wartehalle und eine Güterverladung.

### Baudenkmal
Das Empfangsgebäude ist mit den dazugehörenden Nebengebäuden und Güterschuppen unter Nr. 126 in die Liste der Baudenkmäler in Overath eingetragen.